# ロイ・ハリー
ロイ・ハリー（Roy Decker Halee、1934年 - ）は、アメリカ合衆国の音楽プロデューサー、レコーディング・エンジニア。

## 来歴
ニューヨーク州ロングアイランド出身。同名の父親のロイ・ハリーは、短編アニメーション映画『マイティ・マウス』の劇中歌を歌うほか、1951年から1961年までテレビアニメ『ヘッケルとジャッケル』の声優を担当した。
クラシック音楽のトランペッターを目指して勉強するもうまく行かず、1950年代からCBS放送でカメラマンとして働き始める。やがて音響エンジニアとなり、人気クイズ番組『The $64,000 Question』に関わった。テレビの制作部門が西海岸に移ったことから失業。ニューヨークにあったコロムビア・レコードに入社した。
1964年、サイモン&ガーファンクルのファースト・アルバム『水曜の朝、午前3時』のエンジニアを務める。
ラヴィン・スプーンフルやバーズ、ピーチズ&ハーブなどのレコードのエンジニアを務めたのち、『ブックエンド』（1968年4月発売）からサイモン&ガーファンクルの作品にプロデューサーとして関わるようになる。ポール・サイモンとアート・ガーファンクルのハリーに対する信任は厚く、グループ解散後も彼らとの共同作業は続いている。サイモンの近年の作品、『ストレンジャー・トゥ・ストレンジャー』（2016年）や『イン・ザ・ブルー・ライト』（2018年）でもプロデューサーを務めた。

## 主なプロデューサー・エンジニア作品
| 年号   | アーティスト                                                       | 作品名                                     | 担当                       |
| ------ | ------------------------------------------------------------------ | ------------------------------------------ | -------------------------- |
| 1964年 | サイモン&ガーファンクル                                            | 水曜の朝、午前3時                          | エンジニア                 |
| 1965年 | サイモン&ガーファンクル                                            | サウンド・オブ・サイレンス（シングル）     | エンジニア                 |
| 1966年 | ラヴィン・スプーンフル                                             | サマー・イン・ザ・シティ（シングル）       | エンジニア                 |
| 1967年 | ピーチズ&ハーブ                                                    | For Your Love                              | エンジニア                 |
| 1968年 | タジ・マハール                                                     | タジ・マハール                             | エンジニア                 |
| 1968年 | バーズ                                                             | 名うてのバード兄弟                         | エンジニア                 |
| 1968年 | バーズ                                                             | ロデオの恋人                               | エンジニア                 |
| 1968年 | マイク・ブルームフィールド アル・クーパー スティーヴン・スティルス | スーパー・セッション                       | エンジニア                 |
| 1968年 | サイモン&ガーファンクル                                            | ブックエンド                               | プロデューサー             |
| 1969年 | ローラ・ニーロ                                                     | ニューヨーク・テンダベリー                 | プロデューサー、エンジニア |
| 1969年 | モビー・グレープ                                                   | Moby Grape '69                             | エンジニア                 |
| 1970年 | ブラッド・スウェット・アンド・ティアーズ                           | Blood, Sweat & Tears 3                     | プロデューサー、エンジニア |
| 1970年 | サイモン&ガーファンクル                                            | 明日に架ける橋                             | プロデューサー、エンジニア |
| 1972年 | ポール・サイモン                                                   | ポール・サイモン                           | プロデューサー、エンジニア |
| 1972年 | ボズ・スキャッグス                                                 | My Time                                    | プロデューサー、エンジニア |
| 1973年 | アート・ガーファンクル                                             | 天使の歌声                                 | プロデューサー、エンジニア |
| 1973年 | ポール・サイモン                                                   | 君のやさしさ（『ひとりごと』収録）         | プロデューサー             |
| 1973年 | ポール・サイモン                                                   | 素晴らしかったその日（『ひとりごと』収録） | エンジニア                 |
| 1974年 | アルバート・ハモンド                                               | Albert Hammond                             | プロデューサー、エンジニア |
| 1975年 | ジャーニー                                                         | 宇宙への旅立ち                             | プロデューサー             |
| 1978年 | ルーファス&チャカ・カーン                                          | Street Player                              | プロデューサー、エンジニア |
| 1981年 | アート・ガーファンクル                                             | シザーズ・カット〜北風のラストレター       | プロデューサー、エンジニア |
| 1982年 | サイモン&ガーファンクル                                            | The Concert in Central Park                | プロデューサー、エンジニア |
| 1983年 | ポール・サイモン                                                   | Hearts and Bones                           | プロデューサー             |
| 1986年 | ポール・サイモン                                                   | グレイスランド                             | エンジニア                 |
| 1990年 | ポール・サイモン                                                   | リズム・オブ・ザ・セインツ                 | エンジニア                 |
| 2002年 | サイモン&ガーファンクル                                            | ライヴ・フロム・ニューヨーク・シティ 1967  | プロデューサー             |
| 2008年 | サイモン&ガーファンクル                                            | ライヴ1969                                 | プロデューサー             |
| 2016年 | ポール・サイモン                                                   | ストレンジャー・トゥ・ストレンジャー       | プロデューサー             |
| 2018年 | ポール・サイモン                                                   | イン・ザ・ブルー・ライト                   | プロデューサー             |